# Лууньяська сільська рада
Лу́уньяська сільська рада (ест. Luunja külanõukogu, рос. Лууньяский сельский совет) — сільська рада в Естонській РСР та Естонській Республіці, адміністративно-територіальна одиниця в складі Тартуського району (1954—1990) та повіту Тартумаа (1990—1991).

## Географічні дані
Сільська рада розташовувалася в центральній частині Тартуського району.
У 1970 році площа сільради складала 127 км2.
Населення за роками

## Населені пункти
Сільській раді в 1954 році, після об'єднання територій Логкваської та Таммістуської (частково) сільрад, підпорядковувалися села:
Тайдла-Йоора (Taidla-Joora), Рииму (Rõõmu), Логква (Lohkva), Пиввату (Põvvatu), Ігасте (Ihaste), Кабіна (Kabina), Ванамийза (Vanamõisa), Какуметса (Kakumetsa), Оякюла (Ojaküla), Савікоя (Savikoja), Кітсе (Kitse), Янтсу (Jantsu), Пілка (Pilka), Аравусте (Aravuste), Луунья (Luunja).
1960 року до складу сільради ввійшли села:
Метса (Metsa), Сава (Sava), Сяезекирва (Sääsekõrva), Калда (Kalda), Сірґо (Sirgo), Кийву (Kõivu), Сакса (Saksa), Саевескі (Saeveski), Сіуґсоо (Siugsoo), Кікасте (Kikaste), Алеві (Alevi), Поксі (Poksi), Війра (Viira), Паюпуустузе (Pajupuustuse).
Станом на 1989 рік Лууньяській сільській раді підпорядковувалися селище Луунья (Luunja alevik) та 20 сіл (küla):
Вейбрі (Veibri), Війра (Viira), Кабіна (Kabina), Кавасту (Kavastu), Какуметса (Kakumetsa), Кийву (Kõivu), Кікасте (Kikaste), Логква (Lohkva), Мурі (Muri), Паюкурму (Pajukurmu), Пиввату (Põvvatu), Пілка (Pilka), Поксі (Poksi), Рииму (Rõõmu), Сава (Sava), Савікоя (Savikoja), Сірґу (Sirgu), Сірґуметса (Sirgumetsa), Сяезекирва (Sääsekõrva), Сяескюла (Sääsküla).

## Землекористування
На момент утворення сільради в межах її території землями користувалися колгоспи «Юрієе» (Jüriöö) та «Товариство» («Ühendus»), радгосп «Луунья», а також підсобне господарство  «Емайие» Тартуської школи глухонімих.

## Історія

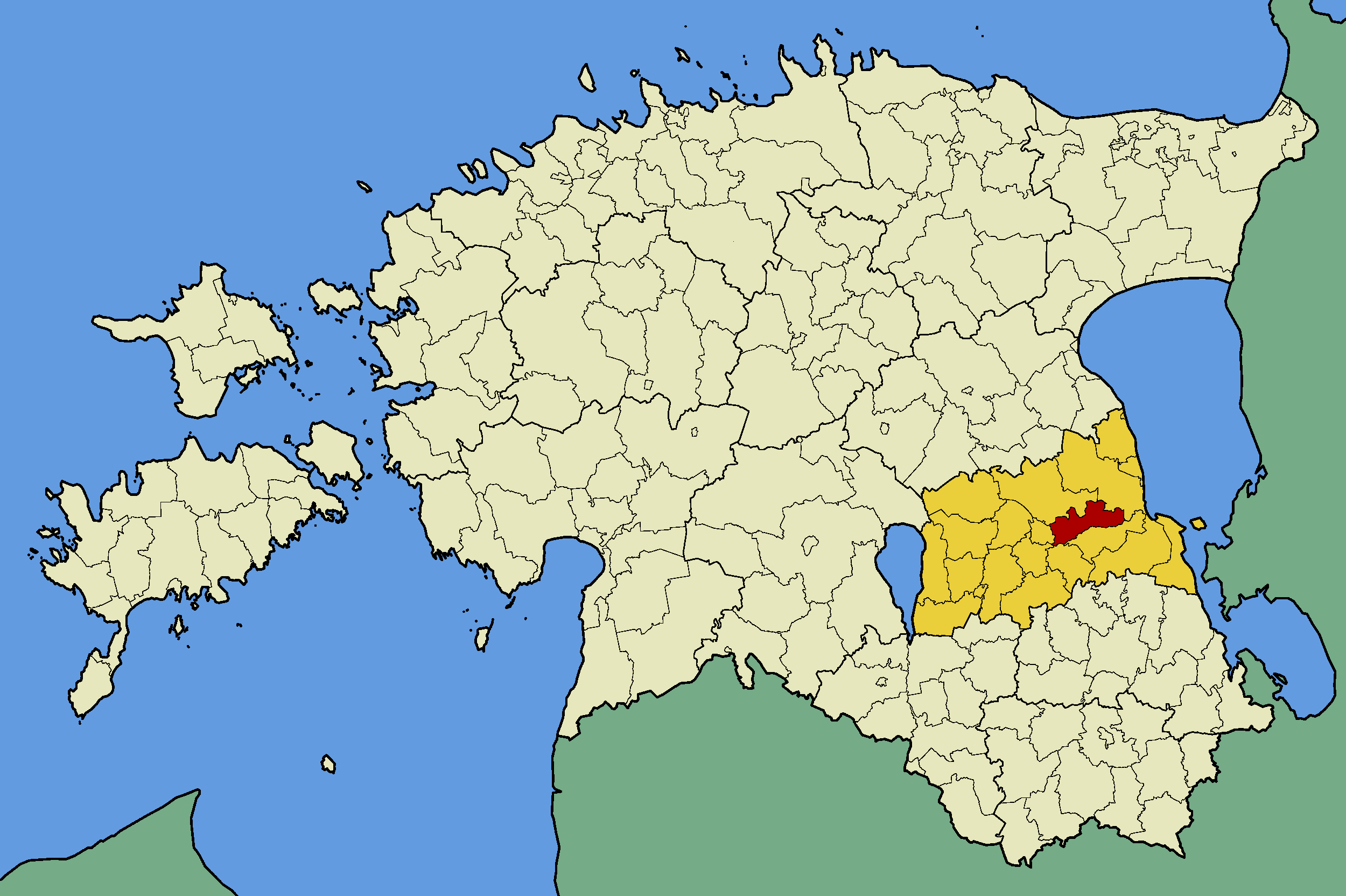
Волость Луунья після 1991 року

17 червня 1954 року в процесі укрупнення сільських рад Естонської РСР в Тартуському районі утворена Лууньяська сільська рада шляхом об'єднання території скасованої Логкваської сільради та південної частини Таммістуської сільради, що ліквідовувалася. Адміністративний центр новоутвореної сільради розташовувався в селі Ванамийза.
3 вересня 1960 року територія Лууньяської сільради збільшилася на сході внаслідок приєднання земель ліквідованої Емайиеської сільради.
22 квітня 1977 року задля збільшення адміністративної території міста Тарту Лууньяська сільрада втратила 743 га своєї площі, де мешкали 105 осіб.
16 травня 1991 року Лууньяська сільська рада Тартуського повіту перетворена у волость Луунья з отриманням статусу самоврядування.